# Procónsul
Procónsul era una magistratura romana surgida para la administración provincial por delegación del cónsul. Durante la república romana era la máxima magistratura del estado, igualado en poder al cargo de cónsul pero con diferencias significativas (tanto el cónsul como el procónsul tenían por encima únicamente el Senado romano).
Las funciones de los cónsules, al aumentar el territorio, hubieron de ser delegadas para cada provincia: primero en cuestores insulares con funciones consulares (en las islas desde el 227 a. C.) y después con la figura del procónsul (o propretor) para Hispania Citerior y Ulterior (197 a. C.).
Al finalizar el mandato de un cónsul solía ser habitual el que el Senado romano le asignase la tarea de gobernar durante un tiempo una provincia. En ese caso recibía el cargo de procónsul, bajo el cual tenía imperium y el mando sobre la provincia dada.
Mientras que la magistratura de cónsul era anual e improrrogable, el proconsulado se otorgaba de entre cuatro a seis años y se podía ampliar si la situación lo requería. Además, el procónsul gestionaba una provincia como máximo administrador fuera del territorio italiano de la época, mientras que el cónsul administraba las leyes y se encargaba de los peligros de Roma y los territorios que la rodeaban. Aunque no era necesario ser cónsul previamente, en la mayoría de los casos se solía serlo ya que en muchas ocasiones se daba un proconsulado al terminar el año de cónsul.
Se suele confundir el cargo con el de cónsul, pero era diferente en la duración del mandato y las atribuciones. Mientras que el cónsul tenía dos de las cuatro primeras legiones (I, II, III y IV), el procónsul tenía las legiones de la provincia sobre la que gobernaba y además las legiones que le asignara el Senado (imperium) o que se pagara por sí mismo. El cargo suele venir dado por una situación en concreto y por una duración de 4 años por regla general (César fue procónsul de las dos provincias de la Galia dos veces, y ambas de un período de 5 años). Al igual que un cónsul, si se obtenía una gran victoria el Senado le otorgaba el premio de un triunfo.